# نوكيا 2
نوكيا 2 (بالإنجليزية: Nokia 2)‏ هو هاتف ذكي بنظام تشغيل أندرويد يحمل ماركة نوكيا وقد تم تطويره من قبل إتش إم دي العالمية. وقد تم الأعلان في 31 تشرين الأول 2017، يحتوي هاتف نوكيا 2 على بطارية بقوة 4100 مللي أمبير في الساعة تجعل عمر البطارية تدوم لمدة يومين. يتم البيع بالتجزئة بسعر موصى به يبلغ 99 يورو.

## الإصدار
تم إطلاق نوكيا 2 في الهند والولايات المتحدة في تشرين الثاني عام 2017. وقد تم إصداره في المملكة المتحدة في شباط عام 2018.